# Эмеривилл
Эмеривилл (англ. Emeryville) — небольшой город в округе Аламида, штат Калифорния, США. Находится на восточном берегу залива Сан-Франциско. К югу от него расположен Окленд, на севере — университетский город Беркли. Согласно переписи 2010 года население составляло 10080 человек.
До колонизации территории Испанией в 1776 году эта территория была местом обширных поселений индейцев олони. Первое почтовое отделение Эмеривилла открылось в 1884 году. Статус города получил 2 декабря 1896 года.